# Mittenothamnium puiggarii
Mittenothamnium puiggarii är en bladmossart som beskrevs av Jules Cardot 1913. Mittenothamnium puiggarii ingår i släktet Mittenothamnium och familjen Hypnaceae. Inga underarter finns listade i Catalogue of Life.